# Victoria Schultz
Pour les articles homonymes, voir Schultz.
Victoria Schultz (Helsinki, 1941) est une journaliste, photographe et réalisatrice finlandaise de films documentaires..